# Анзорей
Анзоре́й (кабард.-черк. Андзорей) — село в Лескенском районе республики Кабардино-Балкария.
Образует сельское поселение Анзорей.

## География
Селение расположено в центральной части Лескенского района, на правом берегу реки Лескен (бассейн Терека). Находится в 35 км к востоку от города Нальчик и в 25 км к юго-востоку от города Нарткала. Вдоль северной окраины села проходит федеральная автотрасса Кавказ М 29.
Площадь территории сельского поселения составляет — 42 км2. Из них более 37 км2 (88 %) занимают сельскохозяйственные угодья.
Граничит с землями населённых пунктов: Второй Лескен и Аргудан на западе, Озрек на северо-востоке, Хатуей на востоке и Ерокко на юге.
Населённый пункт расположен в предгорной зоне республики. Рельеф местности представляет собой наклонную предгорную равнину, переходящие на юго-востоке в горы. Средние высоты составляют 445 метров над уровнем моря. Перепад высот с юго-востока на северо-запад составляет более 300 метров.
Гидрографическая сеть представлена рекой Лескен, а также её правыми притоками Кудахурт и Бзажейико. У северной окраины села из реки Лескен вытекает водоток Псыариша. К югу от села имеются родниковые источники.
Климат влажный умеренный с тёплым летом и прохладной зимой. Амплитуда температуры воздуха колеблется от средних +21,5°С в июле, до средних −2,5°С в январе. Среднегодовая температура воздуха составляет +10,0°С. Среднегодовое количество осадков составляет около 750 мм. Основные ветры — северо-западная и восточная. Заморозки начинаются в конце октября и заканчиваются в конце марта.

## История
Село носит название старинного кабардинского княжеского рода Анзоровых, которые и основали поселение.
Точная дата основания села неизвестно, однако существующие сведения говорят о существовании аулов Анзоровых в начале XVI века. По другим данным основано в 1898 году.
Первоначально поселения князей Анзоровых состояло из 9 аулов и располагались по правому берегу реки Терек, северо-западнее современных осетинских сёл Дарг-Кох и Брут.
Анзоровы будучи ярыми противниками русской экспансии на Кавказе, после начала Русско-Кавказской войны со своими аулами отошли к труднодоступной в то время долине реки Лескен где и осели объединившись в несколько более крупных аула. После падения и присоединения Кабарды к Российской империи в 1825 году, практически все Андзоровы с большим числом своих подданных ушли в Чечню и Дагестан, чтобы там продолжить войну против царских войск. Оставшееся население аулов со временем были присоединены к трём наиболее крупным из оставшихся поселений — Кайсынь Анзорово (современный Анзорей), Асламурза Анзорово (современный Второй Лескен) и Хату Анзорово (современный Хатуей).
По окончании Кавказской войны, и окончательным присоединением Кавказа к Российской империи, многие жители аула вынуждено покинули Кавказ в ходе мухаджирства, и переселились в другие мусульманские страны (в основном в Турцию). Так мухаджирами из села Анзорей в Турции было основано одноимённое селение Анзорей, в пригороде города Афшин.
В 1920 году с окончательным установлением советской власти в Кабарде, Андзорово как и все другие кабардинские сёла был переименован из-за присутствия в их названиях княжеских и дворянских фамилий. В результате, село получило новое название — Старый Лескен.
Во время Великой Отечественной войны, Анзорей несколько месяцев был оккупирован немецкими войсками. Всего из села на фронт ушли 336 человек. Из них вернулись только 72, погибли или пропали без вести 264. В память о погибших в селе установлен памятник.
С 1937 по 1963 года — село являлось районным центром Лескенского района.
В 1993 году по просьбам жителей селу было возвращено его историческое название — Анзорей.
С 2003 года районный центр вновь образованного Лескенского района.

## Население
| 1959  | 1979  | 2002  | 2010  | 2012  | 2013  | 2014  | 2015  | 2016  |
| ----- | ----- | ----- | ----- | ----- | ----- | ----- | ----- | ----- |
| 4198  | ↗5102 | ↗6931 | ↘6551 | ↗6612 | ↗6706 | ↗6754 | ↗6776 | ↗6883 |
| 2017  | 2018  | 2019  | 2020  | 2021  | 2023  | 2024  | 2025  |       |
| ↗6985 | ↗7050 | ↗7115 | ↗7207 | ↗7631 | ↗7746 | ↗7900 | ↗7972 |       |

Плотность — 189.81 чел./км2.
Национальный состав
По данным Всероссийской переписи населения 2010 года:
| Народ      | Численность, чел. | Доля от всего населения, % |
| ---------- | ----------------- | -------------------------- |
| кабардинцы | 6 492             | 99,1 %                     |
| другие     | 59                | 0,9 %                      |
| всего      | 6 551             | 100 %                      |

По данным Всероссийской переписи 2021 года:
| Народ               | Численность, чел. | Доля от всего населения, % |
| ------------------- | ----------------- | -------------------------- |
| кабардинцы          | 6 951             | 91,08 %                    |
| черкесы             | 566               | 7,41 %                     |
| другие / не указано | 114               | 1,49 %                     |
| всего               | 7 631             | 100,0 %                    |

Поло-возрастной состав
По данным Всероссийской переписи населения 2010 года:
| Возраст     | Мужчины, чел. | Женщины, чел. | Общая численность, чел. | Доля от всего населения, % |
| ----------- | ------------- | ------------- | ----------------------- | -------------------------- |
| 0 — 14 лет  | 519           | 514           | 1 033                   | 15,8 %                     |
| 15 — 59 лет | 2 236         | 2 347         | 4 583                   | 69,9 %                     |
| от 60 лет   | 373           | 562           | 935                     | 14,3 %                     |
| Всего       | 3 128         | 3 423         | 6 551                   | 100,0 %                    |

Мужчины — 3 128 чел. (47,7 %). Женщины — 3 423 чел. (52,3 %).
Средний возраст населения — 35,8 лет. Медианный возраст населения — 32,6 лет.
Средний возраст мужчин — 34,7 лет. Медианный возраст мужчин — 32,1 лет.
Средний возраст женщин — 36,7 лет. Медианный возраст женщин — 32,9 лет.

## Местное самоуправление
Структуру органов местного самоуправления сельского поселения составляют:
- Глава сельского поселения — Апажихов Батерби Хамбиевич.
- Администрация сельского поселения Анзорей — состоит из 11 человек.
- Совет местного самоуправления сельского поселения Анзорей — состоит из 15 депутатов[25].

Адрес администрация сельского поселения — село Анзорей, ул. Шинахова № 118.

## Образование
- Средняя общеобразовательная школа № 1 — ул. Ленина, 152.
- Средняя общеобразовательная школа № 2 — ул. Школьная, 4.
- Прогимназия — ул. Школьная, 17.
- Начальная школа Детский сад № 2 — ул. Школьная, 17.
- Начальная школа Детский сад № 6 — ул. Ленина, 132.
- Начальная школа Детский сад № 7 — ул. Школьная, 44.

## Здравоохранение
- Межрайонная многопрофильная больница Лескенского района — ул. Надречная, 2.
- Районная поликлиника —ул. Надречная, 2.
- Районный стоматологический центр

## Культура
- Дом Культуры

Общественно-политические организации:
- Адыгэ Хасэ
- Совет ветеранов труда и Великой Отечественной войны.

## Ислам
В селе действуют две мечети.

## Экономика
В сельском поселении развито сельское хозяйство и развивается промышленность.
На его территории действуют три бюджетообразующих предприятий:
- ООО «Анзорей»
- ООО «Лескен»
- ООО «Лескенский ХПП»

## Районные МО
На территории села расположены муниципальные учреждения района:
- Районная администрация
- Лескенский районный совет
- Лескенский районный суд

## Улицы
Улицы:

| К. Маркса       |
| Красноармейская |
| Ленина          |

| Макоева    |
| Набережная |
| Кажарова   |

| Степная   |
| Хамгокова |
| Шинахова  |

Переулки:

| 1-й        |
| Кирова     |
| Лермонтова |
| Малый      |

| Молодёжный |
| Осетинский |
| Победы     |
| Полевой    |

| Пушкина  |
| Речной   |
| Школьный |
| Щорса    |

## Известные уроженцы
- Кажаров Альберт Хатуевич — российский государственный деятель. Представитель в Совете Федерации РФ от КБР (2009—2013). Член комитета по финансовым рынкам и денежному обращению России. Соучредитель фонда Черкесской культуры «Адыги».
- Анзор Джевад — Герой Сирии. В его честь названы улица и школа в Дамаске, и школа в городе Ракка.[26]